# 保山裂腹魚
保山裂腹鱼（学名：Schizothorax yunnanensis paoshanensis）为輻鰭魚綱鯉形目鲤科的魚類，分布於亞洲中國雲南省保山市，體長可達32公分。

## 扩展阅读
維基物種上的相關：保山裂腹鱼